# Procédure d'adhésion de la Suisse à l'Union européenne
La procédure d'adhésion de la Suisse à l'Union européenne est une des trois procédures (avec celles de la Norvège et de l'Islande) qui n'ont pas abouti. À la suite du rejet par référendum de l'accord sur l'Espace économique européen, le 6 décembre 1992, la Suisse gèle les négociations d'adhésion sans retirer formellement sa candidature.
En dehors des micro-États (Andorre, Monaco, Saint-Marin, le Vatican et le Liechtenstein), la Suisse est l'un des seuls pays d'Europe occidentale (avec la Norvège, l'Islande et le Royaume-Uni) à ne pas faire partie de l’Union européenne. Néanmoins, le pays continue son processus d'intégration à l'Union européenne comme partenaire par le biais d'accords bilatéraux.
Le 1er mars 2016, le Conseil national vote la motion n° 14.3219 de Lukas Reimann (UDC/SG) intitulée « Retirer la demande d'adhésion à l'UE et dire les choses telles qu'elles sont » à 152 voix pour et 31 contre qui demande au Conseil fédéral de retirer officiellement la demande d'adhésion de la Suisse à l'Union européenne,. Le 14 juin, le Conseil des États adopte une motion qui demande au Conseil fédéral de retirer formellement la demande d’adhésion de la Suisse à l’Union européenne.
Le 13 septembre 2023, le Conseil national adopte à 94:92 une motion qui demande au Conseil fédéral de mener des discussions exploratoires en vue d'une participation à l'Espace économique européen. En novembre, ce dernier charge le Département fédéral des affaires étrangères d’élaborer un mandat de négociation avec l’Union européenne, avec le concours des départements concernés.

## Historique

### Positionnement avant la candidature
Le Conseil fédéral annonce, le 10 mai 1991, son intention d'adhérer au processus d'intégration européenne. Le 19 octobre 1991, le Conseil fédéral décide que l’option de l'adhésion à l’Union européenne était l'objectif final de la Suisse, l'adhésion à l’espace économique européen (EEE) devant constituer une étape vers celle-ci (l'adhésion à l'EEE permettant une transposition importante du contenu de l'acquis communautaire nécessaire à l’adhésion).
Le Conseil fédéral considère que l'adhésion permettrait à la Suisse de participer à la définition du contenu de l'union politique créée par le traité de Maastricht, qui venait d'être signé. Par ailleurs, le Conseil souhaite profiter du « convoi » formé par les candidats à l'adhésion que sont l'Autriche, la Suède et la Finlande.
Cependant, le 6 décembre 1992, l'adhésion à l'EEE est rejetée par référendum obligatoire par une double majorité du peuple et des cantons. En conséquence, dès le 5 février de l'année suivante, le Conseil fédéral propose un ensemble de programmes afin de compenser les désavantages économiques résultant de la non-participation à l'EEE. Parmi ceux-ci se trouve le programme (ps)[Quoi ?] visant à adapter la législation suisse dans les domaines économiques couvert par l'EEE, mais sur une base volontaire et sans lien avec les institutions de l'Union.

### Candidature

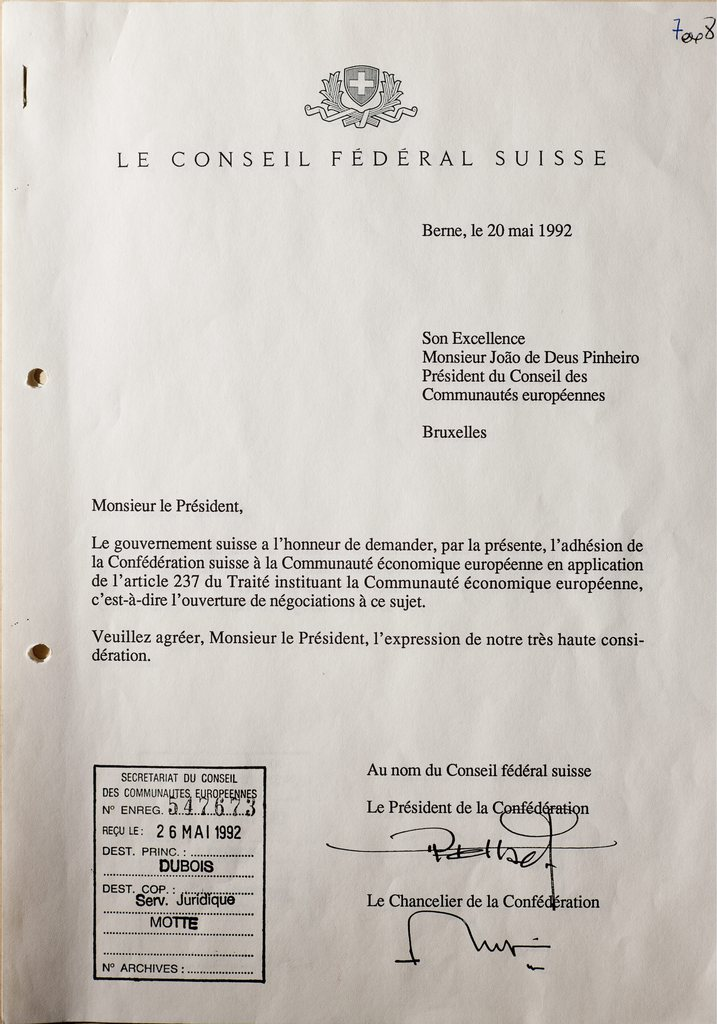
Demande d'adhésion du 20 mai 1992.

La lettre de candidature est datée du 20 mai 1992. La candidature suisse à la CEE est remise au gouvernement portugais, lequel est chargé à l'époque de la présidence du Conseil de l'Union européenne. La demande est de nouveau remise au ministre des Affaires étrangères portugais João de Deus Pinheiro.

« Le gouvernement suisse a l'honneur de demander, par la présente, l'adhésion de la Confédération suisse à la Communauté économique européenne en application de l'article 237 du traité instituant la Communauté économique européenne, c'est-à-dire l'ouverture des négociations à ce sujet. »

— René Felber et François Couchepin, demande officielle d'adhésion de la Suisse à l'Union européenne

### Rejet
La Suisse demande officiellement son adhésion en 1992, mais celle-ci avorte à la suite du refus du peuple et des cantons suisses de ratifier par référendum obligatoire l'accord sur l'EEE le 6 décembre 1992. Le vote négatif au référendum revient à désavouer la classe politique suisse sur la demande d'adhésion. 
Un vote contraire aurait vraisemblablement pu amener la Suisse à engager les négociations d'adhésion et à la faire entrer dans l'Union après un nouveau référendum, en même temps que l'Autriche, la Finlande et la Suède en 1995.

### Tentative de relance
En 2023, la Suisse a décidé de relancer les négociations avec l'Union Européenne après avoir mis fin il y a deux ans. L'Union Européenne espère trouver un accord fin 2024.

### Conséquence du rejet de l'adhésion: vers le bilatéralisme
Par la suite, le Conseil fédéral entreprend une série de négociations bilatérales avec l'Union européenne. Celles-ci aboutissent le 11 décembre 1998 par la conclusion des accords bilatéraux I et leur signature le 21 juin 1999.
En juin 2001, la Suisse et l'Union européenne décident d'ouvrir de nouvelles négociations bilatérales sur 10 thèmes. Les 7 premiers sont des questions qui ne pouvaient être traitées lors des précédentes négociations et pour lesquelles la Suisse et l'UE se sont engagées, dans l'acte final des accords bilatéraux I, à entamer des négociations. Les thèmes de la fiscalité de l'épargne et de la lutte contre la fraude correspondent à des demandes de l'UE, le thème des conventions de Schengen et de Dublin à une demande de la Suisse. Le 19 mai 2004, les accords bilatéraux II sont conclus et signés le 26 octobre. Ils marquent la poursuite de la voie bilatérale sur laquelle la Suisse s'est engagée. Elle consiste pour celle-ci à défendre ses intérêts et à régler les problèmes concrets rencontrés dans ses relations avec l'UE de manière pragmatique.
Les Accords bilatéraux II de 2004 entrent en vigueur à des dates différentes. Les accords suivants sont déjà en vigueur : produits agricoles transformés (30 mars 2005), pensions (31 mai 2005), fiscalité de l'épargne (1er juillet 2005), MEDIA et environnement (1er avril 2006), statistique (1er janvier 2007) ainsi que Schengen/Dublin (12 décembre 2008). La date d'entrée en vigueur de l'accord sur la lutte contre la fraude, elle, n'a pas encore été arrêtée.

### Retrait de la candidature
Le 1er mars 2016, une motion du Conseiller national UDC Lukas Reimann est acceptée par le Conseil national (chambre basse) de l'Assemblée fédérale et demande un retrait de la demande d'adhésion de la Suisse. Le Conseil fédéral y est opposé. Le 15 juin 2016, 27 des 46 membres du Conseil des États (chambre haute) approuvent le retrait de la demande d’adhésion à l'Union européenne.

## Questions liées à l'adhésion suisse

### Initiatives populaire
Deux questions se posent quant à l'effet d'une adhésion de la Suisse sur son système de démocratie directe : les conséquences de l'applicabilité du droit communautaire et les adaptations juridiques et institutionnelles éventuelles. En effet, du fait de la primauté du droit de l'Union, le droit national contraire ne serait plus applicable.

### Neutralité
La question de la neutralité de l’État suisse est soulevée dans le cadre de la procédure d'adhésion. La Commission exprime sa position sur la neutralité des États candidats dans une position du 31 juillet 1991 concernant la demande d'adhésion de l'Autriche. La Commission souhaite s'assurer que l'Autriche n'invoquera pas sa neutralité pour bloquer le processus décisionnel de la PESC.
Selon la Commission européenne, il incombe à l’État neutre de décider si l'adhésion à l'Union est compatible avec le statut de neutralité et, si nécessaire, de l'ajuster afin – notamment – d'adhérer aux objectifs de l'Union, donc celui d'une défense commune,.

### Fonctionnement du Gouvernement et de l'Assemblée
Le Conseil fédéral juge, dans son rapport d'intégration de 1999, que l'adhésion nécessiterait d'augmenter le nombre de membres du gouvernement (Conseil fédéral) et certaines de ses compétences. Cela pourrait être compensé par l’augmentation des droits de participation du Parlement et des cantons.

## Position quant à l'adhésion

### En Suisse

#### Position des partis politiques
Le tableau suivant résume les positions des partis représentés au Conseil fédéral.
| Parti | Parti                        | Position | Arguments principaux |
| ----- | ---------------------------- | -------- | --- |
|       | Parti socialiste             | Oui      | « Le PS Suisse […] est le seul parti gouvernemental à prôner l'ouverture rapide de négociations d'adhésion avec l'UE, afin que la Suisse cesse de dilapider sa souveraineté en reprenant de façon « autonome » les décisions de l'UE sans avoir été aucunement associée à leur élaboration. » |
|       | Parti démocrate-chrétien     | Non      | « Le PDC reconnaît le besoin de développer la voie bilatérale. Notamment dans le domaine de l'accès au marché européen, la Suisse a tout intérêt à développer les accords bilatéraux. […] L'adhésion à l'UE n’est pas à l'ordre du jour. »                                                    |
|       | Parti libéral-radical        | Non      | « Le système des accords bilatéraux est la meilleure solution pour notre pays. Le PLR souhaite approfondir cette voie en excluant toute politique isolationniste ou adhésion à l'UE. » |
|       | Union démocratique du centre | Non      | « L'adhésion à l'UE n'est pas une option pour la Suisse. Elle serait diamétralement opposée aux piliers porteurs de la Confédération suisse, à savoir la souveraineté, la neutralité, la démocratie directe et la structure fédéraliste. »                                                    |

#### Opinion publique
| Date                   | Organisme | Sujet                                                                        | Pourcentage |
| ---------------------- | --- | ---------------------------------------------------------------------------- | ----------- |
| 1999 (janvier)         | Center for Security Studies de l'EPFZ                                                                           | Adhésion UE                                                                  | 53 %        |
| 1999 (août)            | Center for Security Studies de l'EPFZ                                                                           | Adhésion UE                                                                  | 57 %        |
| 2000                   | Center for Security Studies de l'EPFZ                                                                           | Adhésion UE                                                                  | 48 %        |
| 2000 (mai)             | Référendum sur les Accords Bilatéraux I                                                                         | Adoption Bilatérales                                                         | 67.2 %      |
| 2001 (mars)            | Initiative populaire « Oui à l'Europe ! »                                                                       | Adhésion UE                                                                  | 76,8%       |
| 2001                   | Center for Security Studies de l'EPFZ                                                                           | Adhésion UE                                                                  | 40 %        |
| 2002                   | Center for Security Studies de l'EPFZ                                                                           | Adhésion UE                                                                  | 40 %        |
| 2003                   | Center for Security Studies de l'EPFZ                                                                           | Adhésion UE                                                                  | 32 %        |
| 2003                   | Center for Security Studies de l'EPFZ                                                                           | Adhésion UE                                                                  | 38 %        |
| 2004                   | Center for Security Studies de l'EPFZ                                                                           | Adhésion UE                                                                  | 33 %        |
| 2005                   | Center for Security Studies de l'EPFZ                                                                           | Adhésion UE                                                                  | 40 %        |
| 2006                   | Center for Security Studies de l'EPFZ                                                                           | Adhésion UE                                                                  | 32 %        |
| 2007                   | Center for Security Studies de l'EPFZ                                                                           | Adhésion UE                                                                  | 29 %        |
| 2008                   | Center for Security Studies de l'EPFZ                                                                           | Adhésion UE                                                                  | 27 %        |
| 2009                   | Center for Security Studies de l'EPFZ                                                                           | Adhésion UE                                                                  | 31 %        |
| 2010                   | Center for Security Studies de l'EPFZ                                                                           | Adhésion UE                                                                  | 31 %        |
| 2011                   | Center for Security Studies de l'EPFZ                                                                           | Adhésion UE                                                                  | 19 %        |
| 2012 (mai)             | Sophia pour L'Hebdo                                                                                             | Adhésion UE                                                                  | 16 %        |
| 2012 (novembre)        | Isopublic pour SonntagsZeitung                                                                                  | Adhésion UE                                                                  | 11,5 %      |
| 2012 (novembre)        | Isopublic pour SonntagsZeitung                                                                                  | Adhésion EEE                                                                 | 32 %        |
| 2013                   | Center for Security Studies de l'EPFZ                                                                           | Adhésion UE                                                                  | 17 %        |
| 2014                   | Center for Security Studies de l'EPFZ                                                                           | Adhésion UE                                                                  | 17 %        |
| 2014 (novembre)        | MIS Trend pour L'Hebdo                                                                                          | Adhésion UE                                                                  | 17,3 %      |
| 2015 (février)         | gfs.berne | Adhésion EEE                                                                 | 44 %        |
| 2015 (février)         | gfs.berne | Adhésion UE                                                                  | 16 %        |
| 2015 (octobre)         | gfs.berne | Adhésion EEE                                                                 | 45 %        |
| 2015 (octobre)         | gfs.berne | Adhésion UE                                                                  | 18 %        |
| 2015                   | Center for Security Studies de l'EPFZ                                                                           | Adhésion UE                                                                  | 21 %        |
| 2016                   | Center for Security Studies de l'EPFZ                                                                           | Adhésion UE                                                                  | 16 %        |
| 2016 (avril)           | gfs.berne | Adhésion EEE                                                                 | 44 %        |
| 2016 (avril)           | gfs.berne | Adhésion UE                                                                  | 14 %        |
| 2016 (novembre)        | gfs.berne | Soutien aux Bilatérales                                                      | 81 %        |
| 2016 (novembre)        | gfs.berne | Rejet des Bilatérales                                                        | 19 %        |
| 2016 (novembre)        | gfs.berne | Adhésion EEE                                                                 | 50 %        |
| 2016 (novembre)        | gfs.berne | Adhésion UE                                                                  | 10%         |
| 2017 (mars)            | gfs.berne pour InterPharma                                                                                      | Soutien aux Bilatérales                                                      | 75 %        |
| 2017 (mars)            | gfs.berne pour InterPharma                                                                                      | Adhésion EEE                                                                 | 43 %        |
| 2017 (mars)            | gfs.berne pour InterPharma                                                                                      | Adhésion UE                                                                  | 15 %        |
| 2017 (mai)             | Center for Security Studies de l'EPFZ                                                                           | Adhésion UE                                                                  | 15 %        |
| 2017 (novembre)        | gfs.berne pour SRF                                                                                              | Soutien aux Bilatérales                                                      | 60 %        |
| 2017 (novembre)        | gfs.berne pour SRF                                                                                              | Rejet des Bilatérales                                                        | 40 %        |
| 2017 (novembre)        | gfs.berne pour SRF                                                                                              | Adhésion EEE                                                                 | 51%         |
| 2017 (novembre)        | gfs.berne pour SRF                                                                                              | Adhésion UE                                                                  | 21 %        |
| 2018 (avril)           | gfs.berne pour NZZ am Sonntag                                                                                   | Soutien aux Bilatérales                                                      | 82 %        |
| 2018 (avril)           | gfs.berne pour NZZ am Sonntag                                                                                   | Rejet des Bilatérales                                                        | 18 %        |
| 2018 (avril)           | gfs.berne pour NZZ am Sonntag                                                                                   | Adhésion EEE                                                                 | 45 %        |
| 2018 (avril)           | gfs.berne pour NZZ am Sonntag                                                                                   | Adhésion UE                                                                  | 13 %        |
| 2018 (septembre)       | Sotomo pour SSR                                                                                                 | Accord-cadre                                                                 | 59 %        |
| 2018                   | Center for Security Studies de l'EPFZ                                                                           | Adhésion UE                                                                  | 16 %        |
| 2019 (fév-mars)        | gfs.berne | Adhésion EEE                                                                 | 45 %        |
| 2019 (fév-mars)        | gfs.berne | Adhésion UE                                                                  | 18 %        |
| 2019                   | Center for Security Studies de l'EPFZ                                                                           | Adhésion UE                                                                  | 15 %        |
| 2019 (oct)             | Baromètre européen de Credit Suisse                                                                             | Accord-cadre                                                                 | 63 %        |
| 2019 (oct)             | Baromètre européen de Credit Suisse                                                                             | Adhésion EEE                                                                 | 8 %         |
| 2019 (oct)             | Baromètre européen de Credit Suisse                                                                             | Adhésion UE                                                                  | 7 %         |
| 2020 (mai-juin)        | gfs.berne | Adhésion EEE                                                                 | 52 %        |
| 2020 (mai-juin)        | gfs.berne | Adhésion UE                                                                  | 13 %        |
| 2020                   | Center for Security Studies de l'EPFZ                                                                           | Adhésion UE                                                                  | 13 %        |
| 2020 (nov)             | Baromètre européen de Credit Suisse                                                                             | Accord-cadre                                                                 | 53 %        |
| 2020 (nov)             | Baromètre européen de Credit Suisse                                                                             | Adhésion EEE                                                                 | 9 %         |
| 2020 (nov)             | Baromètre européen de Credit Suisse                                                                             | Adhésion UE                                                                  | 7 %         |
| 2021 (mars-avril)      | gfs.berne | Adhésion EEE                                                                 | 58 %        |
| 2021 (mars-avril)      | gfs.berne | Adhésion UE                                                                  | 18 %        |
| 2021                   | Center for Security Studies de l'EPFZ                                                                           | Adhésion UE                                                                  | 13 %        |
| 2021 (septembre)       | gfs.berne pour Meisser Economics AG                                                                             | Adhésion EEE                                                                 | 51%         |
| 2021 (septembre)       | gfs.berne pour Meisser Economics AG                                                                             | Adhésion UE                                                                  | 28 %        |
| 2021 (nov)             | Baromètre européen de Credit Suisse                                                                             | Accord-cadre                                                                 | 74 %        |
| 2021 (nov)             | Baromètre européen de Credit Suisse                                                                             | Adhésion EEE                                                                 | 52 %        |
| 2021 (nov)             | Baromètre européen de Credit Suisse                                                                             | Adhésion UE                                                                  | 20 %        |
| 2022 (janvier-février) | gfs.berne | Adhésion EEE                                                                 | 56 %        |
| 2022 (janvier-février) | gfs.berne | Adhésion UE                                                                  | 18 %        |
| 2022                   | Center for Security Studies de l'EPFZ                                                                           | Adhésion UE                                                                  | 16 %        |
| 2022 (décembre)        | gfs.berne pour Mouvement européen Suisse                                                                        | Adhésion EEE                                                                 | 71%         |
| 2022 (décembre)        | gfs.berne pour Mouvement européen Suisse                                                                        | Adhésion UE                                                                  | 32 %        |
| 2023 (mars)            | gfs.berne pour InterPharma                                                                                      | Adhésion EEE                                                                 | 60 %        |
| 2023 (mars)            | gfs.berne pour InterPharma                                                                                      | Adhésion UE                                                                  | 20 %        |
| 2023                   | Center for Security Studies de l'EPFZ                                                                           | Adhésion UE                                                                  | 18 %        |
| 2023 (décembre)        | gfs.berne pour Économiesuisse, Union patronale suisse, InterPharma, Association suisse des banquiers & Swissmem | Mandat CF de négociation                                                     | 68 %        |
| 2023 (décembre)        | gfs.berne pour Économiesuisse, Union patronale suisse, InterPharma, Association suisse des banquiers & Swissmem | Soutien aux Bilatérales III                                                  | 71 %        |
| 2024 (juillet)         | gfs.berne pour InterPharma                                                                                      | Poursuite des Bilatérales avec reprise du droit communautaire                | 55 %        |
| 2024 (juillet)         | gfs.berne pour InterPharma                                                                                      | Adhésion EEE                                                                 | 54 %        |
| 2024 (juillet)         | gfs.berne pour InterPharma                                                                                      | Adhésion UE                                                                  | 22 %        |
| 2025 (janvier)         | gfs.berne pour InterPharma                                                                                      | Adhésion EEE                                                                 | 52 %        |
| 2025 (janvier)         | gfs.berne pour InterPharma                                                                                      | Adhésion UE                                                                  | 16 %        |
| 2025 (avril)           | LeeWas pour Tamedia                                                                                             | Soutien au paquet d'accords (déc.2024) modernisant les relations bilatérales | 47 %        |

#### Votations concernant l'Espace économique européen
| Titre                                                                 | Statut  | Domaine              | Date votation   | Oui (votants et cantons) | Non (votants et cantons) |
| --------------------------------------------------------------------- | ------- | -------------------- | --------------- | ------------------------ | ------------------------ |
| Référendum sur l'adhésion de la Suisse à l'Espace économique européen | Refusée | Politique extérieure | 6 décembre 1992 | 49,7 % (8)               | 50,3 % (18)              |

#### Votations concernant l'Union européenne
| Titre                                                                            | Date de dépôt   | Statut  | Domaine              | Comité                     | Date votation | Oui (votants et cantons) | Non (votants et cantons) |
| -------------------------------------------------------------------------------- | --------------- | ------- | -------------------- | -------------------------- | ------------- | ------------------------ | ------------------------ |
| Initiative populaire « Négociations d'adhésion à l'UE : que le peuple décide ! » | 21 janvier 1994 | Refusée | Politique extérieure | Démocrates suisses et Lega | 8 juin 1997   | 25,9 % (0)               | 74,1 % (26)              |
| Initiative populaire « Oui à l'Europe ! »                                        | 30 juillet 1996 | Refusée | Politique extérieure | ad hoc                     | 4 mars 2001   | 23,2 (0)                 | 76,8 (26)                |

## Sources

## Compléments